# Virginia Dare Memorial Bridge
Le Virginia Dare Memorial Bridge est un pont américain dans le comté de Dare, en Caroline du Nord. Ce pont routier permet à l'U.S. Route 64 de franchir le Croatan Sound entre le continent et l'île Roanoke. Ouvert le 16 août 2002, il est nommé en l'honneur de Virginia Dare.